# Szűcs László István
Szűcs László István (Abony, 1901. február 19. – Budapest, 1976. augusztus 21.) magyar dramaturg, író, egyetemi tanár. Gáspár Margit (1905–1994) írónő férje volt.

## Életpályája
A Budapesti Műszaki és Gazdaságtudományi Egyetemen és a soproni Erdőmérnöki Főiskolán szerzett diplomát, majd hosszabb ideig élt Bécsben, ahol Max Reinhardt előadásaira járt 1926–1927 között. Filmdramaturgként dolgozott Bécsben. 1931-ben visszajött Magyarországra; Mátészalkán dolgozott állástalan diplomásként. 1934-től a Magyar Rádió zenei osztályán dolgozott. 1935–1949 között a Nemzeti Színház fődramaturgja lett. 1945 után az Országos Művészeti Tanács tagja volt. 1951-ig a Színház- és Filmművészeti Főiskola drámatörténet tanára volt. 1951–1954 között a Miskolci Nemzeti Színház dramaturgja volt. 1966-ig, nyugdíjba vonulásáig a Magyar Állami Operaház dramaturgja volt.
A Nemzeti Színházban több korabeli magyar dráma színpadra állításában is közreműködött (Tamási Áron, Márai Sándor, Hubay Miklós művei). Sírja a Farkasréti temetőben található (618 ("CC")-611).

## Színházi munkái
A Színházi Adattárban regisztrált bemutatóinak száma: 4.
- William Shakespeare: Lear király (1938)
  - Ahogy tetszik (1939)
  - Rómeó és Júlia (1940)
  - A vihar (1940)